# Biryu
Biryu (kor. 비류왕, chiń. trad. 比流王; zm. 344) – król Baekje, jednego z Trzech Królestw Korei, panujący w latach 304–344.

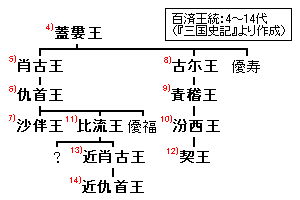
Genealogia królów Baekje zh

Według Samguk sagi był drugim synem króla Gusu (pan. 214–234), lecz ze względu na odległość czasową współcześnie przypuszcza się, że był raczej jego wnukiem.
Objął rządy po śmierci Bunseo. Kroniki odnotowują, że w roku 312 rozesłał posłańców po kraju aby zapoznali się z potrzebami ludu, po czym zadecydował o darmowym przydziale ryżu dla wdów i sierot.
W 327 stłumił rebelię krewniaka (przyrodniego brata?) Uboka (優福), którego wcześniej w 321 mianował ministrem spraw wewnętrznych (內臣佐平). Ponadto kroniki odnotowują z tego okresu zaobserwowane zjawiska astronomiczne, suszę i głód w 331, a także pożar i odbudowę pałacu w 333 roku.